# Drahomyšl (Polsko)
Drahomyšl (polsky Drogomyśl, německy Drahomischl) je vesnice v jižním Polsku ve Slezském vojvodství v okrese Těšín ve gmině Strumeň. Leží na území Těšínského Slezska na řece Visle, do níž se v západní části obce – osadě Knaj – vlévá Knajka. Patří k rybníkářské oblasti zvané Žabí kraj. Podle sčítání lidu v roce 2011 zde žilo 2 181 obyvatel, rozloha obce činí 14,66 km².
První zmínka o Drahomyšli pochází z roku 1452. Vesnice patřila rodu Czelových, pak od roku 1619 Bludovských, a v roce 1737 se stala sídlem Kalischů, kteří se významně zasloužili o rozvoj vesnice založením velkostatku, v jehož rámci působil mlýn, pila, lihovar a pivovar. Roku 1786 vznikl na místě starší stavby barokně-klasicistní zámek s parkem, o dva roky později pak začala naproti zámku výstavba evangelického kostela, jednoho z jedenácti na Těšínsku postavených na základě Tolerančního patentu Josefa II. Kostel a zámek patří k hlavním památkám Drahomyšle.
Mezi lety 1924 až 1960 existoval v Drahomyšli hřebčinec (Państwowe Stado Ogierów Drogomyśl – Státní hřebčinec Drahomyšl). V roce 2007 se chov koní do obce vrátil v podobě Centra plemenitby koní (Centrum Rozrodu Koni), které je organizačně součástí hřebčína v Ochabech.
Vesnice se vyznačuje náboženskou pestrostí. Kromě evangelického kostela se zde nachází i katolický (moderní chrám z roku 1969) a dvě modlitebny Svědků Jehovových.
Obcí probíhá čtyřproudová státní silnice č. 81 spojující Katovice se Skočovem a Vislou, a také železniční magistrála Krakov – Bohumín – Vídeň aneb historická Severní dráha císaře Ferdinanda. Ve stanici Drogomyśl zastavují osobní vlaky do Čechovic-Dědic, Žibřidovic a Těšína.